# 弘高创意
北京弘高创意建筑设计股份有限公司，简称弘高创意（深交所除牌前：002504，简称：*ST弘高），总部位于北京，是中华人民共和国最大的建设行业资源整合平台之一。

## 历史
弘高公司成立于1993年，早期以高级建筑装饰设计、施工为主，形成生态的设计创新产业协同服务能力，并提供大建设行业服务整体输出和一站式解决方案。公司于2014年深圳证券交易所上市，是第一家上市的中国建筑设计股份公司。

## 业务
弘高创意拥有中国建筑装饰工程设计专项甲级、建筑装修装饰工程专业承包壹级、建筑幕墙工程专业承包壹级、机电设备安装工程专业承包壹级、房屋建筑工程施工总承包贰级、园林古建筑工程专业承包贰级及钢结构工程专业承包叁级资质。拥有ISO9001质量管理体系认证、ISO14001环境管理体系认证及GB/T28001-2001职业健康安全管理体系认证。